# Una donna poliziotto
Una donna poliziotto (Decoy) è una serie televisiva statunitense in 39 episodi trasmessi per la prima volta nel corso di una sola stagione dal 1957 al 1959.
È una serie del genere poliziesco incentrata sulle vicende della poliziotta Casey Jones, interpretata da Beverly Garland. È stata la prima serie poliziesca statunitense con una protagonista femminile.

## Trama
Casey Jones è una donna ufficiale di polizia che viene spesso assegnata a lavorare sotto copertura. Il cast cambia per ogni episodio con Casey che è l'unica protagonista di tutta la serie mentre solo qualche personaggio secondario ricorre in più di un episodio, in gran parte suoi ufficiali comandanti e colleghi.
La serie è ispirata all'altra serie poliziesca del periodo, Dragnet e utilizza un format simile, con Casey Jones che viene raffigurata come una coraggiosa poliziotta senza una vita personale al di fuori del suo lavoro. Nell'episodio The Sound of Tears, Casey rivela che l'uomo che amava era un poliziotto poi ucciso in servizio. La serie inoltre ha visto alcune delle prime apparizioni televisive di attori come Larry Hagman, Peter Falk, Al Lewis, Tomas Milian e Martin Balsam. Molti episodi sono incentrati su storie di donne vittime di reati e la maggior parte degli essi si concludono con la Garland che rompe la quarta parete e parla direttamente al pubblico in merito al caso appena risolto.

## Personaggi e interpreti
- Casey Jones (38 episodi, 1957-1959), interpretata da Beverly Garland
- Tenente (3 episodi, 1958-1959), interpretato da Joseph Sullivan
- Tenente Cella (3 episodi, 1958), interpretato da Frank Campanella
- Ann (2 episodi, 1959), interpretata da Zohra Lampert
- Tenente Harding (2 episodi, 1958), interpretato da Curt Conway
- James Anderson (2 episodi, 1958), interpretato da Lee Bergere
- Elsa (2 episodi, 1959), interpretata da Phyllis Newman
- Detective Sam Donovan (2 episodi, 1957-1959), interpretato da Arch Johnson
- Detective Kostock (2 episodi, 1958), interpretato da Ed Bryce
- Augie (2 episodi, 1958), interpretato da Louis Guss
- Mrs. Frost (2 episodi, 1958), interpretata da Mary Michael
- Anne (2 episodi, 1958), interpretata da Barbara Barrie
- Padre Kelly (2 episodi, 1958), interpretato da John McLiam
- Lois (2 episodi, 1958), interpretata da Lois Nettleton
- Al (2 episodi, 1958), interpretato da Lou Polan
- Hecky (2 episodi, 1959), interpretato da Frank Sutton

## Produzione
La serie fu prodotta da Official Films e girata a New York. Le musiche furono composte da Wladimir Selinsky.

### Registi
Tra i registi sono accreditati:
- Teddy Sills in 14 episodi (1957-1959)
- Stuart Rosenberg in 9 episodi (1957-1959)
- David Alexander in 5 episodi (1958-1959)
- Michael Gordon in 3 episodi (1958-1959)
- Arthur H. Singer in 2 episodi (1958-1959)

### Sceneggiatori
Tra gli sceneggiatori sono accreditati:
- Leon Tokatyan in 4 episodi (1957-1958)
- Jerome Coopersmith in 3 episodi (1957-1958)
- Steven Gardner in 3 episodi (1957-1958)
- Don Ettlinger in 3 episodi (1958-1959)
- Abram S. Ginnes in 2 episodi (1958)

## Distribuzione
La serie fu trasmessa negli Stati Uniti dal 14 ottobre 1957 al 28 gennaio 1959 in syndication. In Italia è stata trasmessa con il titolo Una donna poliziotto.

## Episodi
| Stagione       | Episodi | Prima TV USA |
| -------------- | ------- | ------------ |
| Prima stagione | 39      | 1957-1959    |